# Diestostemma rubriventris
Diestostemma rubriventris är en insektsart som först beskrevs av Schmidt 1928.  Diestostemma rubriventris ingår i släktet Diestostemma och familjen dvärgstritar.
Artens utbredningsområde är Peru. Inga underarter finns listade i Catalogue of Life.